# Fascia Națională Română
Fascia Națională Română a fost un grup fascist activ în anii 1920, fondat de Titus Panaitescu Vifor. În anul 1923, acest grup a fuzionat cu Mișcarea Națională Fascistă Italo-Română, formând Mișcarea Națională Fascistă.
Un fost membru notabil este Emil Bodnăraș, pe atunci student la drept în Iași, care va ajunge ulterior un lider în România comunistă.